# Clastocnemis muelleri
Clastocnemis muelleri är en skalbaggsart som beskrevs av Louis Burgeon 1946. Clastocnemis muelleri ingår i släktet Clastocnemis och familjen Cetoniidae. Inga underarter finns listade i Catalogue of Life.